# Барбапиккола, Джузеппа Элеонора
Джузеппа Элеонора Барбапиккола (итал. Giuseppa Eleonora Barbapiccola, 1702 — прим. 1740) — итальянка-натурфилософ, поэт и переводчик. Наиболее известна переводом «Принципов философии» Рене Декарта 1722 года.
Была членом Аркадской академии в Болонье под именем Mirista Acmena. Часто публиковала поэмы совместно со своим другом, Луизой Вико. В своём переводе «Принципов философии» она заявляет, что женщины, в отличие от того, во что верят её современники, не интеллектуально отсталы от природы, но им лишь не хватает образования.

## Работы
- «La tradutrice a' lettori», Prefazione alla traduzione de I Principi della filosofia di Renato Des-Cartes'. Tradotti dal francese col confronto del latino in cui l’autore gli scrisse da Giuseppa Eleonora Barbapiccola tra gli Arcadi Mirista, Mairesse,Torino, 1722.
- Sonetto contenuto nella raccolta Componimenti in lode del padre Michelangelo da Reggio di Lombardia, cappuccino, predicatore nel duomo di Napoli, nella quaresima dell’anno CIOIOCCXXIX di Giambattista Vico, Stamperia di F. Mosca, Napoli, 1729.